# 桂春若
桂 春若（かつら はるわか、1951年11月1日 - ）は大阪府泉佐野市出身の落語家。本名は西口 雅彦（にしぐち まさひこ）。出囃子は『供奴』。松竹芸能所属。上方落語協会会員。妻は1973年5月に結婚した元漫才師の木村リップ・チップのチップ。

## 人物
岸和田市立産業高等学校を卒業。子供の頃は「笑点」のファンで特に司会者立川談志の大ファンであった。偶然にも大阪で公開収録が行なわれるとのことで観覧し楽屋で弟子入り志願しようと待ち伏せしたがすでに談志が次の仕事で楽屋を後にしていたため出会えず、結局弟子入りは叶わなかった。その日演芸コーナーを勤めたのが漫才師の海原お浜・小浜と3代目桂春団治であった。
それが切っ掛けで上方落語にも興味を持つようになり春団治が出演する道頓堀角座、神戸松竹座、日立ホール（後の心斎橋筋2丁目劇場）に通うようになる。1969年ごろに日立ホールの楽屋で春団治の元に弟子入り志願も両親の承諾がないと無理といわれ断られ、1970年3月に両親と共に楽屋を再度訪れて3代目桂春団治に入門が許される。
師匠譲りの端正な芸風で、「有馬小便」や「京の茶漬け」「抜け雀」「米あげ笊」「天狗裁き」などをよく高座にかけている。また、噺を始める前に必ずいくつかジョークを織り交ぜる。
西成寄席、ひらの寄席などいくつもの地方寄席を主宰している
競馬との出会いは子供の頃は近所に春木競馬場がありよく父に連れられ見に行っていた。
住之江競艇が場内で放送するミニFM「FM住之江」のパーソナリティーの一員として活躍中。海野ゆかりのファンである。